# Dorfkirche Perlin

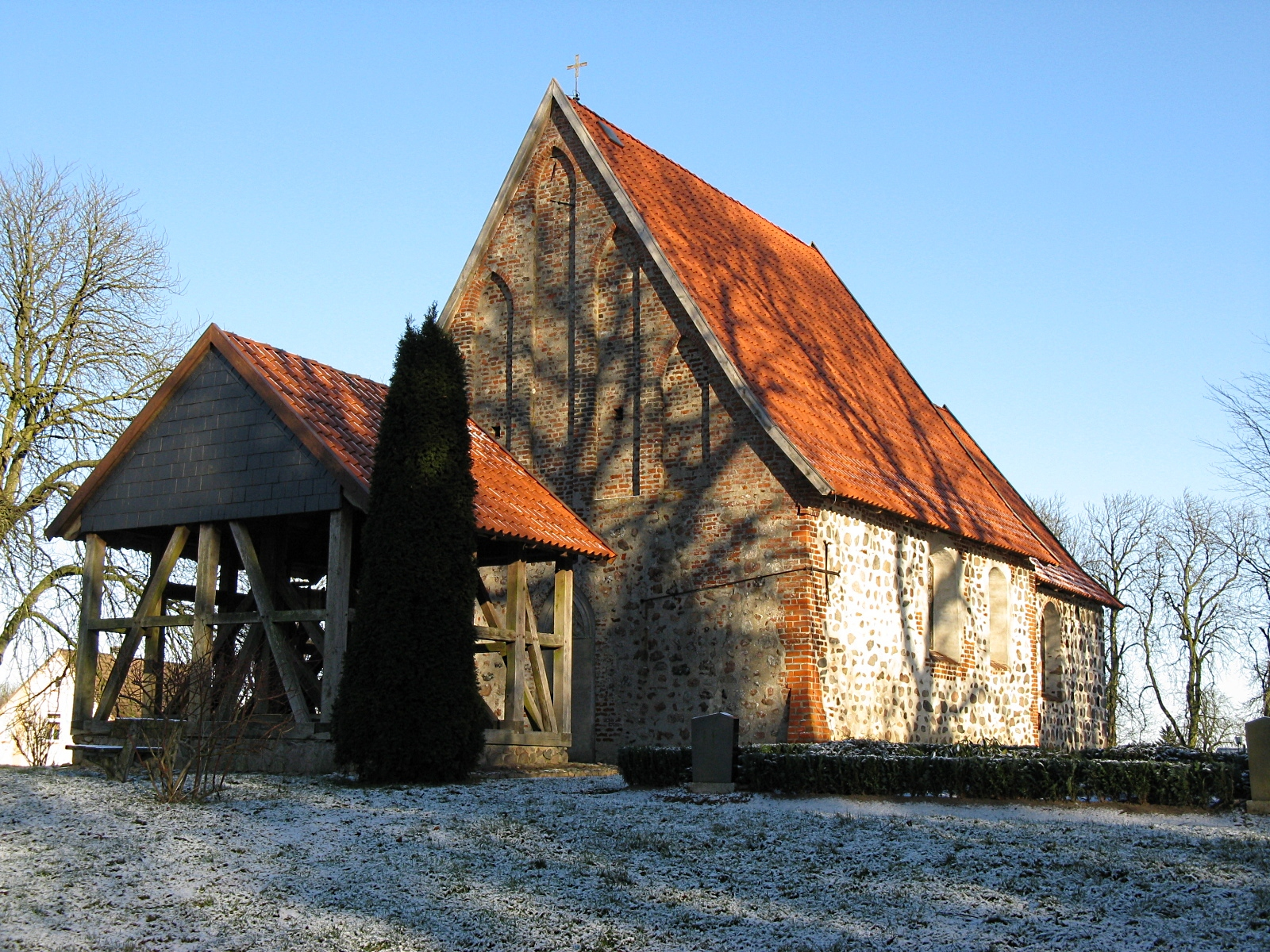
Dorfkirche Perlin mit Glockenstuhl, 2009

Die Dorfkirche Perlin ist eine turmlose Feldsteinkirche im mecklenburgischen Ort Perlin im Süden des Landkreises Nordwestmecklenburg in Mecklenburg-Vorpommern. Die gleichnamige Kirchgemeinde Perlin gehört zur Propstei Wismar im Kirchenkreis Mecklenburg in der Nordkirche.

## Geschichte
Perlin wurde urkundlich erstmals 1220 erwähnt. Von 1343 bis 1431 hatten Ludolf, Ludeke und Hans von Blücher Besitz und Rechte in Perlin. Schon 1435 kamen die Familien von Lützow und behielten das Gut bis 1781. Im Visitationsprotokoll von 1652 ist vermerkt, dass die Herren von Lützow ab 1435 auch das Patronatsrecht der Kirche zu Perlin innehatten. Ein genaues Gründungsdatum der Kirche ist nicht überliefert.

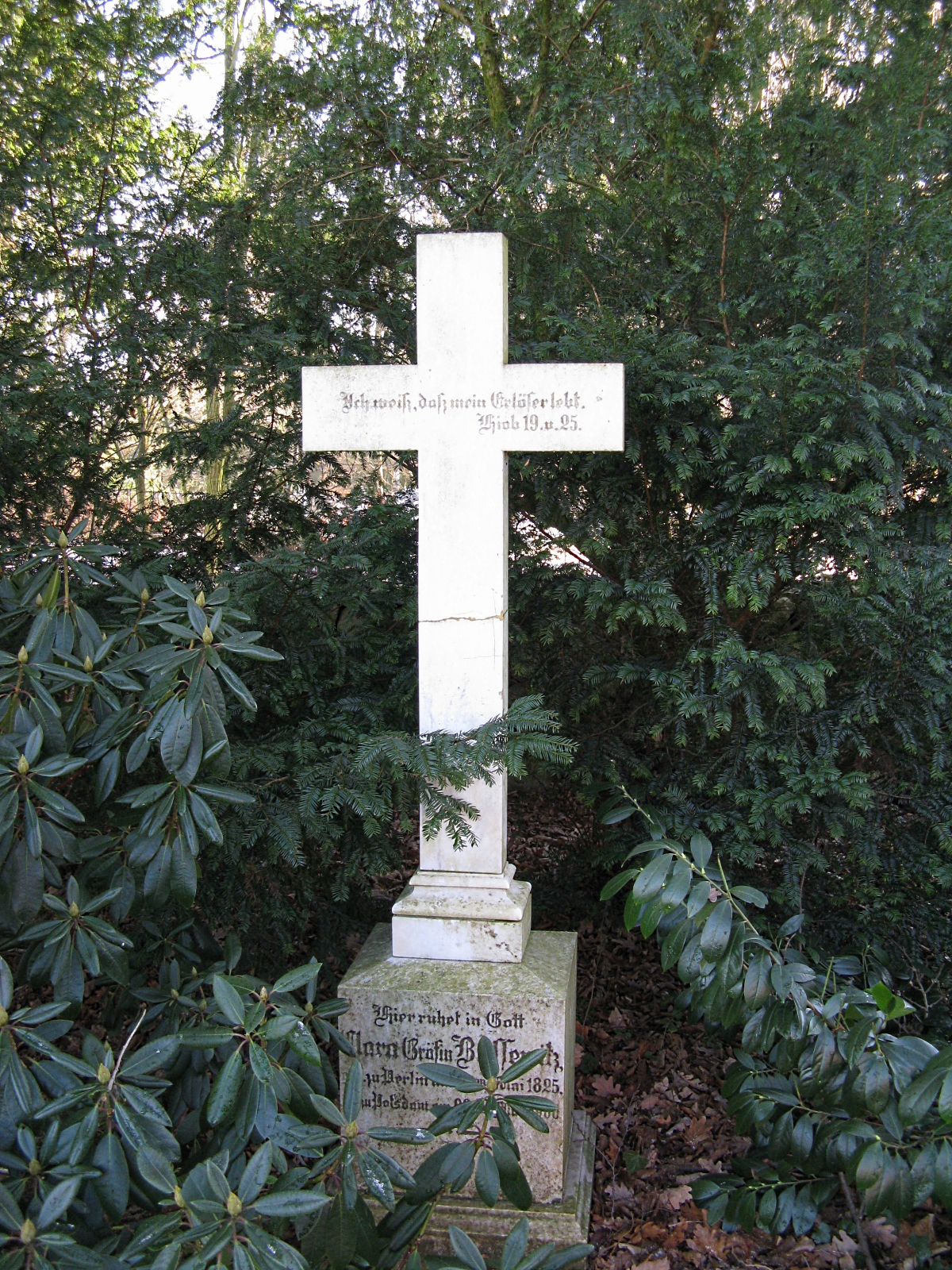
Grabstein von Clara Gräfin Bassewitz (1825–1900) auf dem Kirchhof, 2009

Um 1541 wurde Jakob Lütke als Kirchherr, als erster Pastor zu Perlin genannt. 1577 wurde über ihn geschrieben: Lütke ... ist bisher ein Papist gewesen, war arm und wolle sich bessern. Während des Dreißigjährigen Krieges war Martin Dörner Pastor. Die Kirche war verwüstet und hatte baulich stark gelitten, die Sakristei von kaiserlichen Soldaten abgerissen, nur die Feldsteinmauern blieben stehen ...
Mit dem Geheimen Regierungsrat Bernhard Friedrich Graf Bassewitz (1756–1816) aus Schwerin übernahmen ab 1795 die Familie von Bassewitz das Gut, das Dorf und das Kirchenpatronat von Perlin. Ihre späteren Erben wohnten auf Burg Schlitz bei Teterow, dem Hauptsitz dieses Bassewitzschen Zweiges. 1877 erbt Cuno Graf von Bassewitz das Gut mit dem Dorf Perlin, leistet 1884 den Lehnseid und bewirtschaftete 53 Jahre lang das Gut. Von 1895 bis zur Auflösung des Klosters Dobbertin war Cuno Graf von Bassewitz dort Provisor.
1929 erfolgte die Umpfarrung der Ortschaft Klein Welzin von Perlin nach Groß Brütz.
Vor Kriegsende floh im Mai 1945 der damalige Pastor Dr. Model mit seiner Familie nach Westdeutschland. Das Pfarrhaus und auch die Kirche wurden mit Flüchtlingen belegt. Nach einem Bericht des Pastors Friedrich Böttgers aus Parum am 11. November 1945 an den Oberkirchenrat in Schwerin wurde durch die Flüchtlingsfamilien in der Kirche auch gekocht und gewaschen. Nach der Besetzung von Perlin Ende November 1945 durch die sowjetischen Kampftruppen erfolgte die Evakuierung des Ortes.
Mitte Dezember 1945 hatten russische Soldaten die Kirche aufgebrochen und im Innern schwere Schäden angerichtet. Die Orgel wurde schwer beschädigt, die Orgelpfeifen herausgerissen und zertreten. Sämtliche Kirchenbänke und Holzteile wurden weggeschleppt. Auch die Kanzel war abgerissen und Teile lagen auf dem Boden. Das Altarbild war durch Pistolenschüsse durchlöchert worden. Das berichtete Pastor Böttgers am 6. Februar 1946 an den Oberkirchenrat in Schwerin und mit dem Schlusssatz: Nach dem Dreißigjährigen Krieg sah die Kirche sicher nicht so desolat aus wie zu diesem Zeitpunkt.
Bis 1945 war Perlin eine selbstständige Pfarre. Die verbliebene Kirchgemeinde begann schon 1946 mit den notwendigsten Sicherungsarbeiten und zum Erntedankfest 1948 konnte der erste Gottesdienst, zwar noch ohne Kirchenbänke, gefeiert werden.

### Baugeschichte
Der Bau der Perliner Kirche fällt mit großer Wahrscheinlichkeit in die Mitte des 13. Jahrhunderts, denn bereits 1222 ist das Perliner Kirchspiel vorhanden. Erst 1435 ist mit der Verleihung des Patronatsrechts an die Herren von Lützow wieder etwas von der Kirche zu Perlin zu lesen. Vor der Verwüstung der Kirche im Dreißigjährigen Krieg konnte die geschnitzte Holzfigur des Altars gerettet werden. Von den Kunstschätzen aus vorreformatorischen Zeiten blieben nur der von den von Lützow gestiftete Altarschmuck mit der Figur der Maria mit dem Jesuskind und die zwölf Apostel erhalten. Der demolierte Predigerstuhl wurde verheizt.

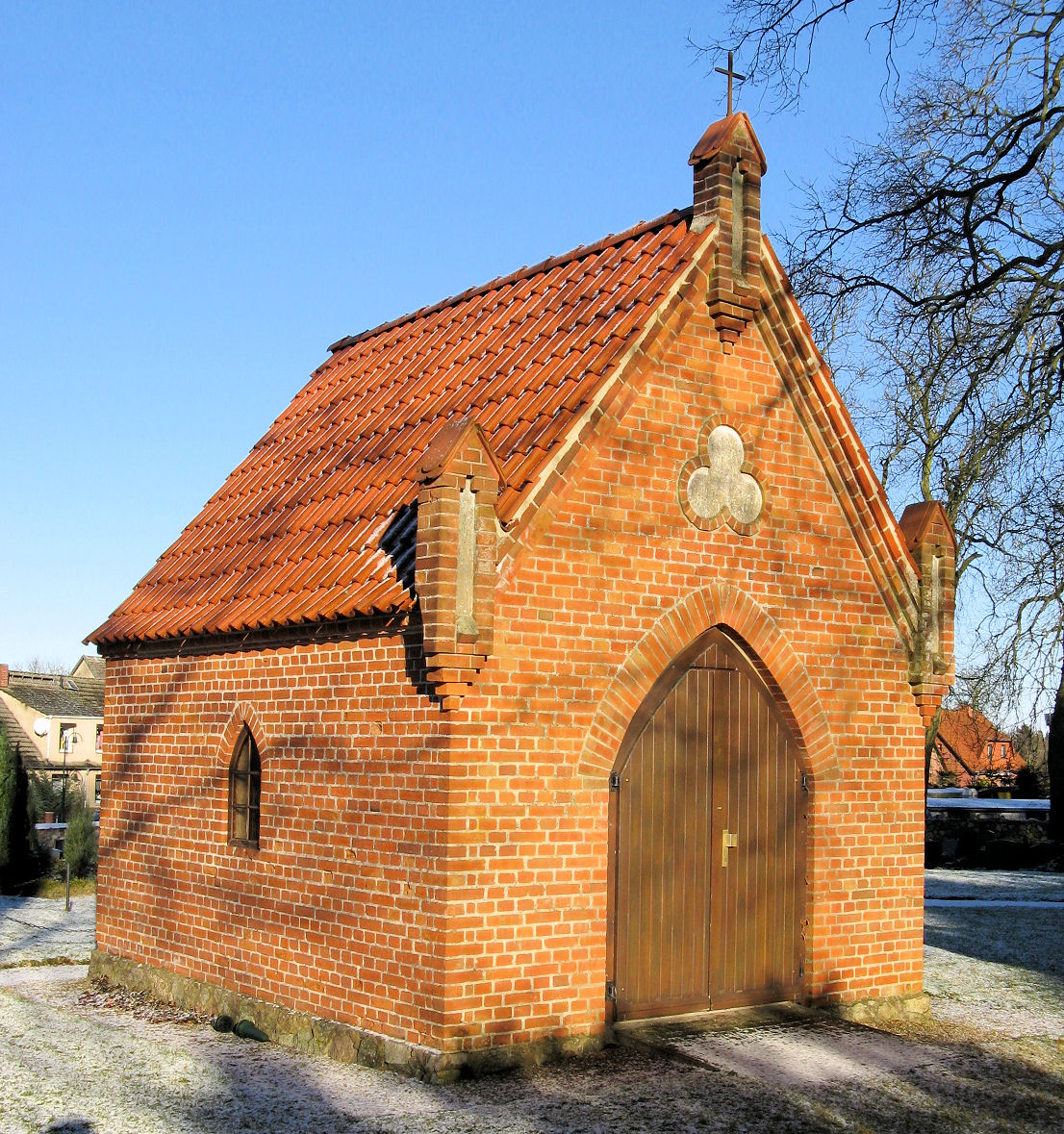
1823 gebaute Begräbniskapelle, 2009

Um 1730 brannte der hölzerne Glockenturm nieder. 1734 erfolgte ein Anbau zur Aufbewahrung der Begräbnisgeräte, welcher 1947 abgebrochen wurde. Auch im Kircheninnern gab es einige Umbauten. 1823 ließ Friedrich Werner Graf von Bassewitz für seine jüngste Tochter eine Begräbniskapelle bauen, die heute noch als Leichenhalle genutzt wird. 1840–1841 erfolgte durch den aus Goldberg stammenden Pastor Heinrich Alexander Seidel eine umfassende Renovierung der Kirche.
1841 war hinter der Kirche das neue dreigeschossige Pfarrhaus fertiggestellt worden. In ihm wurde 1842 Heinrich Seidel als Sohn des Pfarrers und späterer Dichter und Konstrukteur geboren.
Unter Pastor Wilhelm Radloff wurde 1891 nochmals mit einer Renovierung begonnen, die erst sein Nachfolger Pastor August Wiegand 1892 beendete. Man hatte die Kirche nach dem Muster der Wittenburger Kirche ausgemalt. Es wurde an den Gewölberippen, den unteren Wänden und Fensterlaibungen der rote Backsteinbau nachgeahmt. Die Decken und Gewölbekappen waren bläulich gehalten. Ausgeführt hatte diese Arbeiten damals der Wittenburger Malermeister Troßiner. Anlass war die Trauung der Comtesse Alexandrine von Bassewitz mit dem Obristen Ulrich von Witzendorff.
Im Dezember 1912 stürzte der Fußboden vor dem Altar am Eingang zur Gruft derer von Lützow ein.
Bei der Verwüstung der Kirche im Dezember 1945 durch russische Soldaten wurden auch in der Gruft die Särge der Verstorbenen von Lützow aufgerissen. Nach erfolgter Dokumentation durch Mitarbeiter der Denkmalpflege hatte man im November 1992 die Gruft zugemauert. In den Jahren von 1991 bis 1995 erfolgten umfangreiche Sanierungsarbeiten. 1991 wurde das Kirchendach mit Ziegeln neu eingedeckt und 1992 folgte die zimmermannsmäßige Reparatur des Glockenstuhls. Danach erfolgte die Sanierung des Außenmauerwerkes und der innere Kirchenraum. Durch ABM-Kräfte konnte der Wildwuchs auf dem Friedhof beseitigt und die Wege wieder hergestellt werden.

### Äußeres

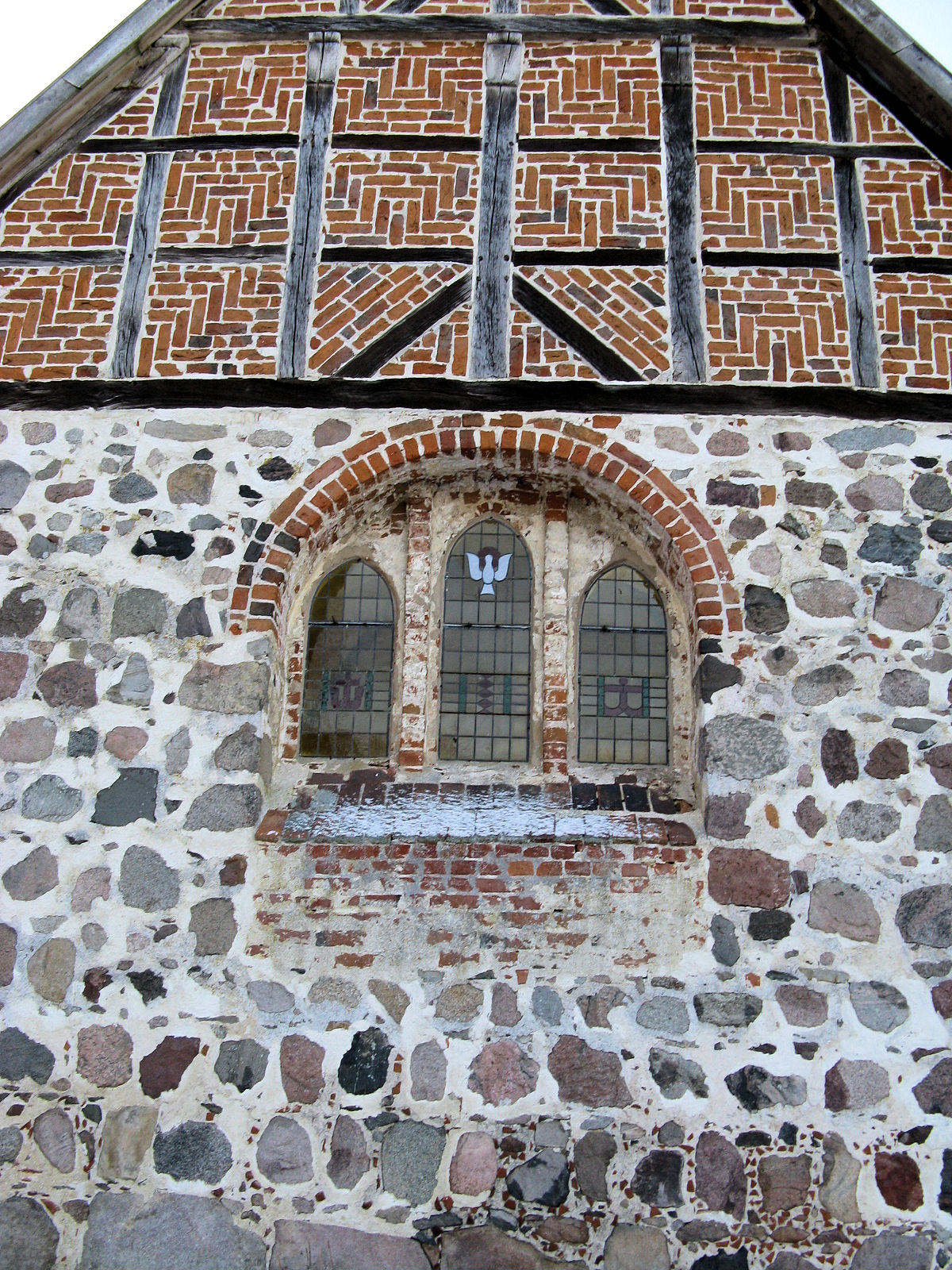
Ostgiebel, 2009

Der turmlose Feldsteinbau mit flachgedecktem Langhaus und Satteldach besitzt einen eingezogenen überwölbten quadratischen Chor. Das Fachwerk im östlichen Giebeldreieck wurde mit Mauerziegeln im dekorativen Zierverband ausgeführt. Unter dem gemauerten Korbbogen befinden sich im dreiteiligen Spitzbogenfenster in den verbleiten Kabinettscheiben die christlichen Symbole einer Taube, einem Anker und der Krone.
Der Westgiebel in Backstein ist Ende des 19. Jahrhunderts mit fünf langen Spitzbogenblenden ausgeführt worden. Die Tür mit dem gemauerten Spitzbogen wurde während der Renovierung 1840–1841 eingebaut. 1996 hatte man eine neue Eichentür angefertigt mit den alten restaurierten Türbeschlägen eingesetzt.

### Inneres
Die Ausstattung der Kirche ist schlicht gehalten. Nach einem Brand 1734 erhielt das Langhaus eine Flachdecke; im Gegensatz zum Chor, der ein kuppelförmiges Gewölbe auf rechteckigen Bandrippen und ein schwach spitzbogigen Triumphbogen hat.
Durch mehrfache Renovierungen veränderte sich das Aussehen auch im Innern der Kirche. Auf der Westseite befindet sich die verglaste Empore, die als Winterkirche genutzt wird. Das ehemalige Altarbild Jesus im Garten Gethsemane wurde 1893 nach einer Zeichnung des Professors Hoffmann vom Maler Friedrich Böttcher aus Hamburg angefertigt. Im Langhaus hängt ein schmiedeeiserner Radleuchter.

#### Altar, Kanzel und Taufe
Während des Dreißigjährigen Krieges stand noch der alte von den Herren von Lützow gestiftete Altar. 1855 stiftete der Patron Friedrich Werner Graf von Bassewitz ein neues Taufbecken. Im Sockel findet man das Bassewitzsche Wappen und die Jahreszahl 1855. Es wurde 1997 restauriert. Der Gutsherr von Groß Weltzin, Heinrich Bock, stiftete einen neuen aus Eichenholz geschnitzten Altaraufsatz. Der alte Altar wurde am 6. November 1893 abgebrochen und der neue am 12. November 1893 geweiht.
Der von 1948 stammende Altar mit dem einfachen Balkenkreuz und die Kanzel wurden entfernt und 1996 durch einen gemauerten Altartisch mit einer Eichenplatte und einem Lesepult ersetzt, das nun als Kanzel dient. Dafür steht auf dem Altartisch das ehemalige Triumphkreuz von 1649 aus der Pokrenter Kirche. Die Rückseite ist mit dem Gekreuzigten und mit Engeln bemalt.

#### Orgel
Mit Spenden der Kirchengemeinde ließen 1868 der Patron Rudolph Graf von Bassewitz und der Pastor Carl Johann Wilhelm Türk durch den Hagenower Orgelbauer Johann Heinrich Runge eine Orgel bauen. Nach Tieferlegung der Empore konnte die Orgel am 7. November 1868 geweiht werden. 1927 erfolgten diverse Reparaturen. Ende 1945 wurden durch russische Soldaten auch die Orgel stark beschädigt und die herausgerissenen Orgelpfeifen zertreten. Im Oktober 1977 hatte sich die Kirchgemeinde als Ersatz ein Harmonium angeschafft.
Die heutige, um 1977 durch W. Sauer ORGÈLBAU aus Frankfurt/Oder gebaute Orgel (I/-/3) kam 2009 aus der Heiligen-Geist-Kirche in Wismar.

#### Glocke und Glockenstuhl

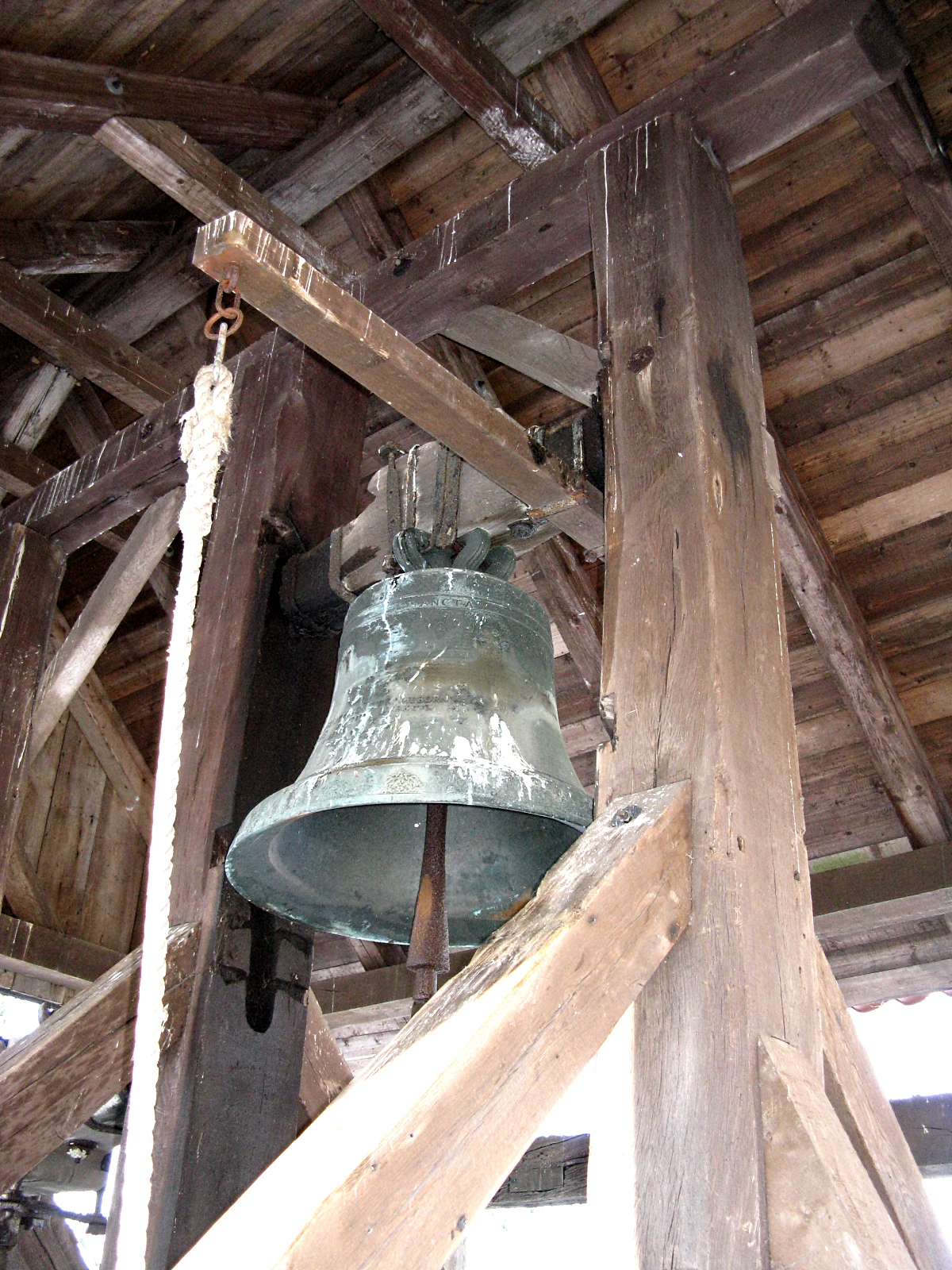
Glocke im hölzernen Glockenstuhl, 2009

Zur Kirche gehörte ein hoher, hölzerner Glockenstuhl, ähnlich dem an der Parumer Kirche. In der Zeit des Pastors Joachim Friedrich Schmalz brannte zwischen 1730 und 1734 der Glockenturm ab. Der Knecht des Pastors hatte aus Rache das mit Stroh gedeckte Wirtschaftsgebäude angesteckt und dabei fing auch der Turm Feuer. Die beiden alten Glocken im Turm zersprangen. Aus ihrem Metall ließ man 1735 beim Lübecker Glockengießer Lorenz Strahlborn zwei neue Glocken gießen, die aber jahrelang unbezahlt blieben. Beide Glocken, die große mit einem Durchmesser von 1,19 Metern und kleine von 0,90 Metern, tragen Namen und Wappen derer von Lützow und von Ditten. Beim Guss der Glocken war Elisabeth Margarethe Sophie von Lützow, geborene von Ditten, Patronin der Perliner Kirche. Auf den Glocken ist neben den Namen des Glockengießers Laurentius Strahlborn, des Pastors D. Joachim Frideric Schmaltz, der Jahreszahl 1735 und dem Allianzwappen noch der Spruch zu lesen: lateinisch SANCTA SIT TRINITAS BENEDIKTA SEMPER (Die Heilige Dreifaltigkeit sei immer gepriesen). Die größere Glocke trug noch den Spruch: ICH LEUTE ZU DER KIRCH. KOMM SELBST NICHT HINEIN, ACH MÖGTEN ALLE DIE MICH HÖREN SELIG SEIN. Beide Glocken hingen in einem neuen niedrigen Holzgerüst als Glockenstuhl an der Westseite der Kirche.
Im Zweiten Weltkrieg wurden sie zu Rüstungszwecken abgenommen und nach Hamburg gebracht. Die kleine Glocke ist nach dem Krieg wieder zurückgekommen. Den hölzernen Glockenstuhl hatte man 1992 komplett erneuert.

## Pastoren
Namen und Jahreszahlen bezeichnen die nachweisbare Erwähnung als Pastor.
- 1541 – 1577 Jacob Lütke ...ist bisher ein Papist gewesen, will sich aber bessern
- 1577 – 1588 Caspar Colowius[12]
- 1588 – 1601 Martin Dörner, von den von Lützow's als Parton berufen
- 1601 – 1633 Martin Dörner, Sohn des vorigen Dörners
- 1633 – 1667 Martin Dörner, Enkel des ersten Dörner
- 1668 – 1701 Joachim Dörner, Sohn des Vorgängers
- 1702 – 1748 Joachim Friedrich Schmalz aus Mölln[13]
- 1750 – 1769 Johann Christoph Schulz, wahrscheinlich aus Güstrow
- 1771 – 1798 Ernst Siegfried Martinssen aus Grabow
- 1799 – 1839 Daniel Christian Merian aus Brudersdorf
- 1839 – 1851 Heinrich Alexander Seidel aus Goldberg, Vater des Ingenieurs und Schriftstellers Heinrich Seidel
- 1852 – 1862 Heinrich Gottlieb Hermann Romberg aus Neukloster
- 1862 – 1873 Carl Johann Wilhelm Türk aus Güstrow, danach Zahrensdorf - Tempzin[14]
- 1874 – 1891 Wilhelm Anton August Radloff aus Brunn
- 1891 – 1902 August Friedrich Carl Peter Wiegand aus Schwerin, danach Plau am See. 1890 noch Judenmissionar in Stanislaus/Galizien[15]
- 1902 – 1934 Albrecht Johann Friedrich Beyer aus Schwerin
- 1939 – 1945 Dr. Walter Model, hat 1945 die Pfarrstelle eigenmächtig verlassen, 1947 in den Ruhestand versetzt[16]
- 1945 – 1947Friedrich Böttger aus Parum, Vakanzvertretung
- 1947 – 1955 W. Harms aus Parum, Vakanzvertretung
- 1955 – 1956 Traugott Ohse aus Döbbersen, Vakanzvertretung
- 1956 – 1967 Peter Voß aus Parum, Vakanzvertretung
- 1978 – 1971 Drephal aus Parum, Vakanzvertretung
- 1971 – 1874 Winfrid Wegener aus Pokrent nach Zusammenlegung mit der Kirchgemeinde Pokrent
- 1974 – 1976 Hanna Lübbert aus Gadebusch, Vakanzvertretung
- 1976 – 1984 Gerhard Strube
- 1984 – 1986 Hanna Lübbert aus Gadebusch, Vakanzvertretung
- 1986 – aktuell Michael Blumenschein aus Pokrent

## Heutige Kirchengemeinde
Neben Perlin und Pokrent gehören noch Lützow, Renzow, Neuendorf, Kaeselow, Alt Pokrent und Alt Steinbeck zur Kirchengemeinde Pokrent. Bie 1945 war Perlin eine selbstständige Pfarre, ab 1945 Vakanz. Seit 1964 bis 1971 durch Parum verwaltet. Ab 1973 Erklärung zur ruhenden Pfarrstelle und ab 1976 mit der Kirchengemeinde Pokkrent vereinigt.

### Gedruckte Quellen
- Mecklenburgisches Urkundenbuch (MUB)
- Mecklenburgische Jahrbücher (MJB)

### Ungedruckte Quellen
Landeshauptarchiv Schwerin (LHAS)
- LHAS 2.12-3/5 Kirchenvisitaionen Nr. 355.
- LHAS 3.2-3/1 Landeskloster Dobbertin Nr. 1311.

Landeskirchliches Archiv Schwerin (LKAS)
- OKR Schwerin, Kirchenbücher Perlin 1668-1899
- OKR Schwerin, Personalia und Examina.
- OKR Schwerin, Specialia Abt. 2. Groß Brütz Nr. 002, Umpfarrung der Ortschaft Klein Weltzin von Perlin nach Groß Brütz.
- OKR Schwerin, Specialia Abt. 3. Perlin Nr. 524, selbstständige Pfarre bis 1945.
- OKR Schwerin, Landessuperintendentur Schwerin, Specialia alt, Nr. 435, Patronat Perlin 1654-1937.
- OKR Schwerin, Pfarrarchiv Groß Brütz, Nr. 32/2 Predigerwahlen 1747-1788.
- OKR Schwerin, Pfarrarchiv Wittenburg, Nr. 036 Visitierbuch Perlin 1652-1655.
- Mecklenburg-Schwerinsches Finanzministerium, Abt. Hochbau, Patronatsbauakten Perlin, Bauten an geistlichen Gebäuden 1879-1926.
- OKR Schwerin, Pfarrarchiv Pokrent, Protokolle und andere alten Schriften, betr. das Pfarramt und die Kirche Perlin.